# Saint-Bernard (Alto Reno)
Saint-Bernard é uma comuna francesa na região administrativa de Grande Leste, no departamento Alto Reno. Estende-se por uma área de 6,06 km². Em 2010 a comuna tinha 581 habitantes (densidade: 95,9 hab./km²).